# Любовцев, Виктор Ильич
Виктор Ильич Любовцев (13 мая 1933, Ефремов, Московская область, РСФСР, СССР — 1 февраля 2018, Москва) — советский политобозреватель, медиаменеджер. Лауреат Государственной премии СССР (1977). Член Международной академии телевидения и радио.

## Биография
Родился 13 мая 1933 года в Ефремове (ныне Тульская область). Отец Любовцев Илья Михайлович, генерал-майор. Окончил филологический факультет МГУ имени М. В. Ломоносова (славянское отделение).
С 1955 года — корреспондент редакции вещания на Польшу и Чехословакию.
С 1965 года по 1970 год — заведующий корреспондентским пунктом Центрального телевидения и Центрального внутрисоюзного радиовещания в Варшаве.
В 1973 году пришёл в Главную редакцию информации Центрального телевидения. С 1977 года по 1983 год — её главный редактор.
С 1985 года по 1992 год — политический обозреватель Центрального телевидения и Центрального внутрисоюзного радиовещания.
С 1991 года по 1995 год — заведующий корреспондентским пунктом РГТРК «Останкино» в Праге. Занимал эту же должность в 1995—1998 годах в штате ЗАО «Общественное Российское Телевидение».
После ухода с ОРТ — заместитель генерального директора, директор дирекции информационного вещания ОАО «ACT».
Скончался 1 февраля 2018 года. Похоронен 3 февраля на Троекуровском кладбище.

## Награды и премии
- 1977 — Государственная премия СССР в области литературы, искусства и архитектуры 1977 года (27 октября 1977 года) — за художественно-публицистическое освещение общественно-политических событий во Всесоюзной телевизионной программе «Время»[6].
- 1980 — Орден «Знак Почёта» (14 ноября 1980 года) — за большую работу по подготовке и проведению Игр XXII Олимпиады[7].
- 2011 — Орден Дружбы (16 ноября 2011 года) — за большие заслуги в развитии отечественного телерадиовещания и многолетнюю плодотворную деятельность[8].